# Château Laurier
 (août 2022).
Le Fairmont Château Laurier est un hôtel quatre étoiles de grande renommée situé au cœur du centre-ville d'Ottawa, au Canada. De par sa proximité à la Colline du Parlement et parce qu'il a servi d'hébergement et de lieu de rencontre pour plusieurs politiciens notoires au fil des années, on a souvent fait allusion au Château Laurier comme étant la « troisième chambre du Parlement ».
L'hôtel est situé près de l'intersection de la rue Rideau et de la promenade Sussex. Il est à distance de marche de la Colline du Parlement, du canal Rideau, du Musée des beaux-arts du Canada, du Marché By, du Monument commémoratif de guerre du Canada, de l'Ambassade des États-Unis à Ottawa et du Centre Rideau.

## Histoire

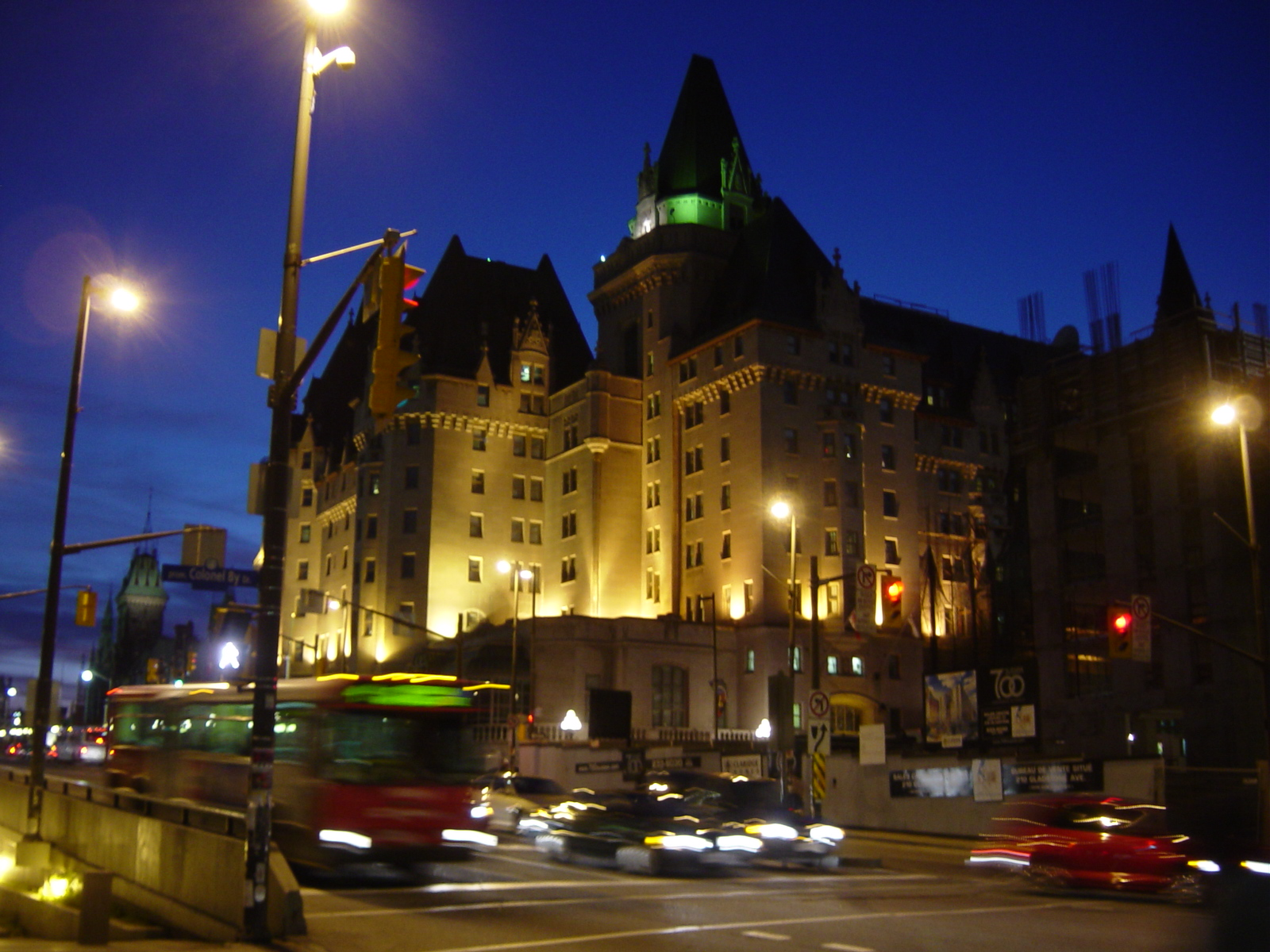
Château Laurier depuis la rue Rideau

L'hôtel fut commissionné par  le président de Grand Trunk Railway, Charles Melville Hays, et fut construit de 1909 à 1912 en tandem avec la gare Union, maintenant le Centre de conférences du gouvernement, qui se trouve de l'autre côté de la rue. Les plans initiaux de l'hôtel générèrent un peu de controverse, car il devait être construit sur une partie du territoire qui incluait le parc Major's Hill. Le premier ministre du Canada de l'époque, Wilfrid Laurier, aida à l'obtention de l'important terrain nécessaire pour la construction de l'hôtel. C'est pourquoi le château a été nommé en son honneur. De plus, un conflit éclata après que l'architecte d'origine, Bradford Lee Gilbert, eut été mis à la porte à cause de désaccords avec les exécutifs de Grand Trunk. La firme montréalaise Ross et Macfarlane fut sélectionnée par la suite pour en compléter le design de style Château. 
L'hôtel devait être inauguré le 26 avril 1912, mais Charles Melville Hays, qui était en transit vers le Canada pour l'ouverture de l'hôtel, périt lors du naufrage du RMS Titanic le 15 avril 1912. Une cérémonie d'ouverture sans éclat eut donc lieu plus tard, le 12 juin 1912, en présence de Wilfrid Laurier.
Lorsque Grand Trunk se fut joint au Canadien National en 1923, le Château Laurier devint un des hôtels les plus importants du CN. Pendant des années, l'hôtel en profita, étant l'hôte de la royauté, de chefs d'État, de personnalités politiques, de célébrités et de membres de l'élite canadienne. Pendant les décennies 1960 et 1970, la construction de plusieurs hôtels dans la capitale, en plus de la fermeture de la gare Union, menèrent à une lente diminution de ses revenus. Des rénovations de grande envergure eurent lieu pendant la décennie de 1980 afin d'améliorer sa situation, ce qui lui permit de reprendre sa place en tant qu'hôtel de prestige d'Ottawa.
L'hôtel était contrôlé par Canadian National Hotels jusqu'à ce que cette chaîne hôtelière soit achetée par Canadian Pacific Hotels en 1982. Dès 1999, le Château est renommé Fairmont Château Laurier, après que Canadian Pacific Hotels a acheté la chaîne hôtelière Fairmont et qu'il ait renommé la chaîne Fairmont Hotels and Resorts.

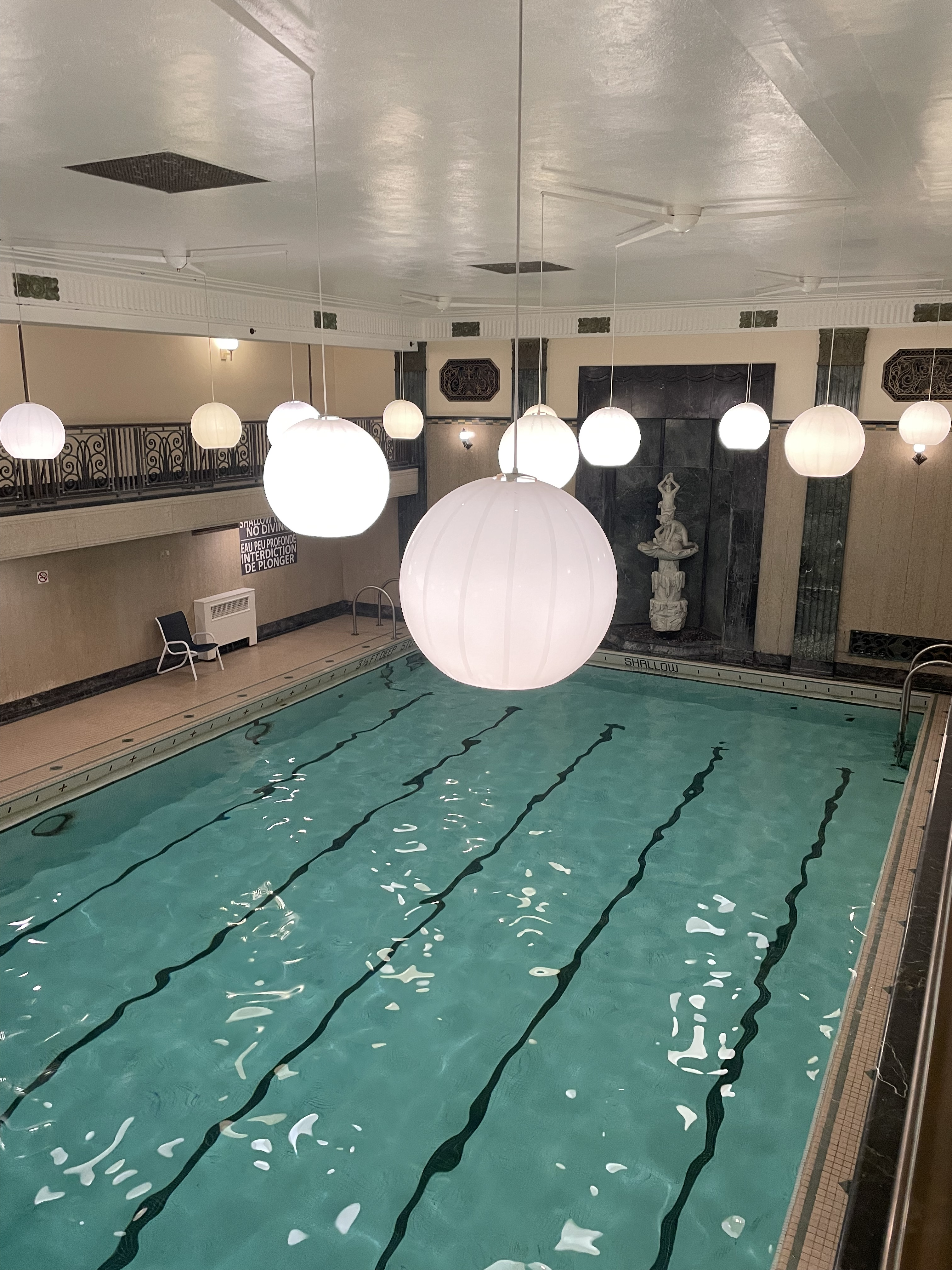
Piscine de style art deco

En plus des invités de l'hôtel, le Château Laurier a aussi servi au fil du temps de domicile à deux institutions importantes d'Ottawa. De juillet 1924 à octobre 2004, le 7e étage de l'hôtel était l'hôte des stations de radio locales francophone et anglophone de la Société Radio-Canada, un héritage ayant débuté lorsque le Canadian National Railway a fondé la première station de radio d'Ottawa.
L'hôtel a été la source d'inspiration pour l'Hôtel du Canada au pavillon canadien à Epcot, à Orlando, en Floride.
De 1973 à 1992, le photographe canadien de réputation internationale, Yousuf Karsh, vécut et travailla au sixième étage.
En 2016, un projet d'agrandissement est présenté, permettant d'ajouter 182 chambres près du parc Major, mais les plans sont controversés.